# وادي الجزي
وادي الجزي عبارة عن شبه إقليم يقع في ولاية البريمي وجزء منه في ولاية صحار هي عبارة عن منطقة جبلية.

## التسمية
وقد عرف وادي الجزي منذ القدم بإسم وادي الزجي نسبة إلى قرية الزجي التي تقع في منتصف وادي الجزي والتى تجاورها من الشرق قرية الجل.

## القرى
القرى التابعة لوادي الجزي بعضها يتبع ولاية البريمي وبعضها يتبع ولاية صحار:
- الزجي - نسبة إلى وادي الزجي المعروف حالياً وادي الجزي
- الرابي - تعتبر عاصمة بلاد الحجر
- الحويلات
- صهبان
- الفرفار
- الخان
- الخطوة
- السهيلة
- الثقبة
- اليّس
- الظهران
- العرجاء
- بيضاء
- رحب
- الرابي
- الجاهلي
- الحيل
- كتنه
- مسيال السدر
- خشيشة الملح
- وادي العقق
- وادي العوينه
- وادي الاسيل
- الملينه
- العبيلة
- الجل
- الدقيق
- حويلات غلا، وغيرها من القرى الصغيرة

ومن الوديان الرافده في رأس الوادي هي:
- وادي صهبان
- وادي قصيد
- وادي كتنه
- وادي واسط
- وادي الكمر
- وادي السحي
- وادي الثاجر

اما الجزء السفلي من الوادي فيتبع ولاية صحار وبها يقع سد وادي الجزي.
- وادي الفرفار
- وادي حنصي
- وادي العقق
- وادي الحيل العضأ
- وادي الثقبة
- وادي اليّس

من أهم العيون في وادي الجزي :
عين صهبان الشهيره والتي تقع بالتحديد في صهبان .
وهي واحة جميله
والتي تتميز بلونها الازرق ولها الكثير من الفوائد .
و الوصول اليها صعب قليلا بالنسبة لبعض الناس بسبب وقوعها في منطقة جبلية .
ويوجد به مسجد السلطان قابوس